# Мёрфи, Мэри (актриса)
Мэ́ри Мёрфи (англ. Mary Murphy; 26 января 1931, Вашингтон — 4 мая 2011, Лос-Анджелес, Калифорния) — американская актриса кино и телевидения.

## Биография
Мэри Луиза Мёрфи родилась 26 января 1931 года в Вашингтоне (США). Её отца-бизнесмена звали Джеймс Виктор Мёрфи (? — 1940), сама она была младшей из четырёх детей в семье (у Мэри были два брата и сестра). Бо́льшую часть детства Мэри провела в Кливленде (штат Огайо), куда семья переехала, когда девочке было всего полгода. Вскоре после смерти отца она с матерью переехала в Южную Калифорнию. За небольшое время они успели пожить в городах Санта-Моника, Калвер-Сити и Лонг-Бич, но в итоге обосновались в Лос-Анджелесе, где девушка поступила в Университетскую старшую школу, которую успешно окончила в 1949 году. После этого она работала упаковщицей покупок в магазине, получая около 120 долларов в месяц (ок. 1290 долларов в ценах 2020 года); и именно там, в соседнем кафе, где девушка завтракала, её обнаружил «охотник за талантами» от Paramount Pictures. В 1951 году Мёрфи подписала контракт с этой киностудией и начала сниматься в кино.
Первые два года (13 лент) Мёрфи играла второстепенные и эпизодические роли, в большинстве случаев даже без указания в титрах, но на неё обратили внимание после выхода картины «Дикарь» (1953), ставшей очень известной. После этого Мёрфи исполнила заметные роли в примерно десятке кинофильмов, а с 1956 года переключилась на телевидение. Всего за свою карьеру длиной 24 года (1951—1975) Мёрфи сыграла в 69 кино- и телефильмах и телесериалах.
Покончив со съёмками, Мёрфи стала экологической активисткой, работала в Музее искусств округа Лос-Анджелес.
Мэри Мёрфи скончалась 4 мая 2011 года в своём доме в Беверли-Хиллз от сердечного приступа.

### Личная жизнь

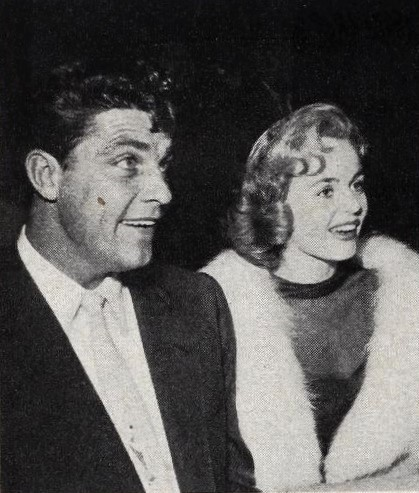
Со своим будущим мужем, Дейлом Робертсоном, 1954 г.

4 июня 1956 года Мёрфи вышла замуж за известного актёра Дейла Робертсона (она стала второй из четырёх его жён). 4 сентября того же года брак был аннулирован, детей у пары не было.
20 мая 1962 года Мёрфи вышла замуж за продавца осветительных приборов по имени Алан Лоренс Шпехт. В 1967 году последовал развод, от брака осталась дочь Стефани (род. 1964).

## Избранная фильмография

### Широкий экран
В титрах указана
- 1951 — Дорогая, как ты могла![англ.] / Darling, How Could You! — Сильвия
- 1952 — Сестра Керри / Carrie — Джессика Хёрствуд
- 1953 — Главная улица к Бродвею[англ.] / Main Street to Broadway — Мэри Крейг, актриса
- 1953 — Дикарь / The Wild One — Кэти Бликер
- 1954 — Береговой плацдарм[англ.] / Beachhead — Нина Бушард
- 1954 — Спешите жить[англ.] / Make Haste to Live — Рэнди Бенсон
- 1954 — Безумный фокусник[англ.] / The Mad Magician — Карен Ли
- 1954 — Сидящий Бык[англ.] / Sitting Bull — Кэти Хоуэлл
- 1955 — Адский остров / Hell's Island — Джанет Мартин
- 1955 — Часы отчаяния / The Desperate Hours — Синди Хиллиард
- 1955 — Одинокий человек[англ.] / A Man Alone — Надин Корриган
- 1956 — Королева воров[англ.] / The Maverick Queen — Люси Ли
- 1956 — Близкий незнакомец[англ.] / The Intimate Stranger — Эвелин Стюарт
- 1958 — Электронное чудовище[англ.] / Escapement — Рут Вэнс
- 1958 — Живи быстро, умри молодым / Live Fast, Die Young — Ким Уинтерс / рассказчица за кадром
- 1962 — 40 фунтов неприятностей[англ.] / 40 Pounds of Trouble — Лиз МакКласки
- 1965 — Харлоу[англ.] / Harlow — Салли Доан
- 1972 — Младший Боннер[англ.] / Junior Bonner — Рут Боннер

В титрах не указана
- 1951 — Лемон Дроп Кид[англ.] / The Lemon Drop Kid — девушка
- 1951 — Когда миры столкнутся / When Worlds Collide — студентка
- 1951 — Женщины Запада[англ.] / Westward the Women — девушка-первопроходец
- 1951 — Мой любимый шпион[англ.] / My Favorite Spy — маникюрша
- 1952 — Берегись, моряк[англ.] / Sailor Beware — девушка
- 1952 — Аарон Слик из Панкин-Крика[англ.] / Aaron Slick from Punkin Crick — девушка в ванной
- 1952 — Атомный город[англ.] / The Atomic City — девушка, покупающая марки
- 1952 — Поворотная точка / The Turning Point — секретарша
- 1952 — Посторонним вход воспрещается[англ.] / Off Limits — WAC
- 1953 — Гудини[англ.] / Houdini — девушка

### Телевидение
- 1956 — Кавалькада Америки[англ.] / Cavalcade of America — Роуэна (в эпизоде Woman's Work)
- 1958 — Караван повозок[англ.] / Wagon Train — Марта Мёрфи (в эпизоде The Luke O'Malley Story[англ.])
- 1959 — Неугомонный ствол[англ.] / The Restless Gun — Мэри Клейтон (в эпизоде Four Lives )
- 1959 — Театр Alcoa[англ.] / Alcoa Theatre — Карли Сефтон (в эпизоде Shadow of Evil)
- 1959 — Детективы[англ.] / The Detectives — Сьюзи Морган (в эпизоде Masquerade)
- 1960 — Миллионер[англ.] / The Millionaire — Джейни Харрис (в эпизоде Millionaire Janie Harris)
- 1960 — Чёрное Седло[англ.] / Black Saddle — Лори (в эпизоде The Cabin)
- 1960 — Шоу Тэба Хантера[англ.] / The Tab Hunter Show — Сьюзан (в эпизоде One Blonde Too Many)
- 1960 — Человек с Запада / The Westerner — Сьюзи (в эпизоде Going Home)
- 1961 — Гонконг[англ.] / Hong Kong — Агнес Унру (в эпизоде With Deadly Sorrow)
- 1961 — Ларами[англ.] / Laramie — разные роли (в 2 эпизодах)
- 1961 — Мятежник[англ.] / The Rebel — «Ти Белая» (в эпизоде Ben White)
- 1961 — Альфред Хичкок представляет / Alfred Hitchcock Presents — Эстель (в эпизоде A Secret Life)
- 1961 — Премьера Alcoa[англ.] / Alcoa Premiere — Энджи Палмер (в эпизоде The Breaking Point)
- 1962 — Перри Мейсон / Perry Mason — Элеанор Корбин (в эпизоде The Case of the Glamorous Ghost)
- 1963 — Доктор Килдейр[англ.] / Dr. Kildare — Джанет Логан (в эпизоде Tightrope Into Nowhere)
- 1964 — Арест и суд[англ.] / Arrest and Trial — Линда Блэр (в эпизоде Funny Man with a Monkey)
- 1965 — За гранью возможного / The Outer Limits — Линда Дэрси (в эпизоде The Premonition)
- 1965 — Беглец / The Fugitive — Тельма Холлистер (в эпизоде Nicest Fella You'd Ever Want to Meet)
- 1965 — Хани Уэст[англ.] / Honey West — Вики (в эпизоде Live a Little… Kill a Little)
- 1966 — Семейное дело[англ.] / Family Affair — Эллен Латимер (в эпизоде Marmalade)
- 1967 — Ларедо[англ.] / Laredo — доктор Джессика Бойд (в эпизоде Enemies and Brothers)
- 1967 — Дни в Долине Смерти / Death Valley Days — Марианна (в эпизоде Shanghai Kelly's Birthday Party)
- 1968 — Я шпион[англ.] / I Spy — Кэсс (в эпизоде Anyplace I Hang Myself Is Home)
- 1972 — История с привидениями[англ.] / Ghost Story — Мэгги Манди (в эпизоде Creatures of the Canyon)
- 1973—1974 — Айронсайд[англ.] / Ironside — разные роли (в 2 эпизодах[англ.])
- 1974 — Рождённые невинными[англ.] / Born Innocent — мисс Мёрфи
- 1974 — Гарри О.[англ.] / Harry O — Джойс Гринбаум (в эпизоде Mortal Sin)
- 1974 — Улицы Сан-Франциско / The Streets of San Francisco — Пола Купер (в эпизоде The Twenty-Five Caliber Plague[англ.])
- 1975 — Катерина[англ.] / Katherine — мисс Коллинс